# Punta Access
Punta Access è un punto roccioso immediatamente a sud-est di punta Biscoe e a circa 3 km a nord-ovest di capo Lancaster, sul lato sud dell'isola di Anvers nell'arcipelago di Palmer. Venne tracciato per la prima volta dalla spedizione antartica francese guidata da Jean-Baptiste Charcot nel 1903–1905. Rilevato nel 1955 dal Falkland Islands Dependencies Survey (oggi British Antarctic Survey), fu così chiamato per la presenza di un approdo per le barche nella parte nord-occidentale della punta che fornisce un accesso alle parti interne dell'isola.